# Мирни (Архангељска област)
Мирни (рус. Мирный) град је у Русији у Архангељској области.

## Географија
Површина града износи 50,81 km².

## Становништво
| 2002.  | 2010.  |
| ------ | ------ |
| 30.502 | 30.280 |